# Principatul Orange
Principatul Orange (franceză Principauté d'Orange) a fost un stat medieval suveran, parte a Sfântului Imperiu Roman, enclavat în Comitatul Provence în sudul Franței. Teritoriul său era redus, fiind situat în jurul orașului Orange. Principatul a devenit important datorită asocierii sale cu Casa de Orania, familia regală a Olandei.

## Istoric
Principatul Orange a fost format în urma destrămării Regatului Burgundiei. Astfel în secolul XII fostul comitat Orange este ridicat la rangul de principat suveran în cadrul Sfântului Imperiu Roman de către Împăratul Frederic I. În anii 1170 principatul intră în posesia familiei nobiliare de Baux apoi în 1388 acesta intră în posesia casei de Chalon.
Ultimul descendent al casei de Chalon, René de Chalon, lasă principatul vărului său Wilhelm Taciturnul, Conte de Nassau care avea și o serie de alte posesiuni în Țările de Jos. Acesta devine unul dintre principalii participanți în războiul de optzeci de ani ce a dus la independența Republicii Provinciilor Unite din Țările de Jos de pe teritoriul actual al Olandei.
Principatul devenind asociat cu statul protestant olandez, devine unul dintre destinațiile preferate ale protestanților hughenoți. Totodată principatul suferă datorită conflictelor dintre Regatul Franței și Provinciile Unite și mai tîrziu Regatul Angliei, odată cu urcarea pe tronul englez a lui Wilhelm al III-lea de Orania. Principatul este ocupat de trupele lui Ludovic al XIV-lea în 1673, 1679, 1690 și 1697. Ultima ocupare, la moartea fără urmași a lui William al III-lea în 1702 duce la recunoașterea definitivă a anexării de către Franța în urma Tratatului de la Utrecht din 1713.

## Revendicări ulterioare a titlului deprinț de Orange

### Casa de Orange-Nassau
Moștenitorul desemnat de William al III-lea era Ioan Wilhelm Friso de Nassau-Dietz, descendent pe linie masculină al fratelui lui Wilhelm Taciturnul și pe linie feminină al lui Wilhelm Taciturnul. Acesta a devenit moștenitor al prinților de Orange în Provinciile Unite iar descendenții săi sunt membrii familiei regale olandeze actuale. Succesorul lui Ioan Wilhelm Friso, Wilhelm al IV-lea de Orania, renunță în 1732 la toate pretențiile asupra teritoriului, dar nu și asupra titlului, care este purtat de moștenitorul coroanei olandeze.

### Casa deHohenzollern
Frederic I al Prusiei, un descendent pe linie feminină a lui Wilhelm Taciturnul, dar de o importanță mai mare decât Ioan Wilhelm Friso, a revendicat titlul de Prinț de Orange la moartea lui William al III-lea. Acesta renunță prin Tratatul de la Utrecht din 1713 asupra pretențiilor teritoriale, dar nu și asupra titlului. Georg Friedrich, Prinț de Prusia, moștenitorul pe linie directă a lui Frederic poartă și actualmente titlul de "Prinț de Orange".

### Casa de Mailly-Nesles
În urma anexării de către Regatul Franței din 1673, Ludovic al XIV-lea îl autorizează pe Ludovic de Mailly, marchiz de Nesles, moștenitorul comitatului de Chalon, să se intituleze "prinț de Orange". Descendenții săi continuă să poarte titlul.

### Casa de Bourbon-Conti
În urma anexării definitive, teritoriul este anexat Domeniului Regal iar în 1712 Ludovic al XIV-lea acordă titlul de prinț de Orange lui Ludovic Armand al II-lea de Bourbon-Conti.